# Ossip Senkovski
Józef Julian Sękowski (en russe : О́сип-Юлиа́н Ива́нович Сенко́вский,  ou Joseph Senkovski), né le 31 mars 1800 et mort le 16 mars 1858  à Saint-Pétersbourg, est un écrivain, critique littéraire, érudit, polyglotte et universitaire. 

## Biographie
C'est un Polonais russifié, orientaliste et linguiste, romancier et critique. Il apprit en deux mois l'islandais pour traduire la saga d'Eymundr ; il démarqua Voltaire après Rabelais, Fielding après Lesage, Jules Janin après Balzac ; il s'ingénia à prouver que la Chronique de Nestor était écrite en polonais ; que slave veut dire homme ; il cultiva le calembour avec passion, opposa Timofiéiev, auteur de quelques vers oubliés, à Pouchkine et s'égaya des « Âmes mortes » de Gogol. Il signait ses feuilletons dans « L'Abeille du nord » avec les pseudonymes de baron Brambeus (Барон Брамбеус) ou de Toutoundji-Ogla (Тутунджи-огла).
Au milieu des années 1820, ses publications sur les études mongoles et tibétaines attirent l'attention. 

## Œuvres traduites en français
- Voyages fantastiques du baron Brambeus / Ossip Senkovski ; trad. du russe par Paul Lequesne. - Paris : l'Esprit des péninsules, 2001 (58-Clamecy : Impr. Laballery). - 282 p. : couv. ill. en coul. ; 21 cm. - (Domaine russe). Titre original : Fantastičeskie putešestviâ barona Brambeusa. - DL 01-36430 (D4). - 800. -  (ISBN 2-84636-007-3) (br.).
- Les Travailleurs de l’Enfer / Ossip Senkovski. Titre original : Bolchoï vykhod ou Satany – Zapiski domovogo. 141 pages. -  (ISBN 2-909589-13-7)

## Sources
- Une partie de cet article est une copie de l'ouvrage Littérature russe de Kazimierz Waliszewski, aujourd'hui dans le domaine public.